# Sophie Oluwole
Sophie Bosede Oluwole (geboortenaam Aloba, Igbara-oke, 12 mei 1935 – 23 december 2018) was de eerste Nigeriaanse vrouwelijke hoogleraar in de filosofie. Ze was antikoloniaal denker en werkte in het vakgebied feministische filosofie. Ze was een beoefenaar van de Yorùbá-filosofie, een manier van denken die voortkomt uit de etnische groep in Nigeria. Ze sprak zich uit over de vertegenwoordiging van vrouwen in de filosofie en de onevenredige vertegenwoordiging van Afrikaanse denkers in het onderwijs. Ze focuste in haar werk voornamelijk op epistemologie (kennistheorie), ontologie, religieuze filosofie en filologie, Haar voornaamste inspiratiebronnen waren Orunmila, Plato en Socrates.

## Afkomst
Oluwole werd geboren als dochter van Timothy Ogiemare Aloba Egbarevba. Ondanks dat zij geboren en getogen was in Igbara-oke, een Yorùbá-stad, en een uitstekende kennis had van de Yorùbá-cultuur en taal, was Oluwole etnisch gezien Edo en afkomstig uit Benin City.
De grootvader van Oluwole kwam rond 1850 uit Benin en was een hoge ambtenaar in het paleis van de Oba in Benin. Ook haar grootmoeder van vaderskant kwam uit Benin, zij was een dochter van een gouverneur in Ogotun, een stad in de huidige staat Ekiti. Haar beide ouders waren handelaren op de markt in Igbara-oke. Haar vader was getrouwd met drie vrouwen, van wie haar moeder er een was. Haar moeder had acht kinderen, van wie er slechts vier de kindertijd overleefden. Ze was het jongste kind van haar moeder. Haar oudere broer was de journalist Abiodun Aloba.
Ze kreeg de naam Sofia rond haar achtste levensjaar. Later ging ze haar naam schrijven als 'Sophie'.

## Studie
Oluwole ging naar school in Ifẹ. Ze was kritisch over het onderwijssysteem in de jaren veertig. Ze zei dat de carrièrevooruitzichten van een vrouw "niet haar eigen ambities waren: het waren de ambities van de ouders". 
In een interview voor de nieuwskrant The PUNCH beschreef Oluwole een voorval tijdens haar studie, waarbij ze naar een ziekenhuis werd gestuurd om voedsel en medicijnen uit te delen en merkte dat ze bang was voor de wanhopige patiënten. Ze zei: "Die dag wist ik dat ik geen verpleegster zou worden."
Vanaf 1953 volgde ze een opleiding aan het 'Women Training College' in Ilesa, die ze in 1954 afrondde met een klasse IV-certificaat. Met dit uitstekende resultaat werd ze een gekwalificeerde lerares. Na haar studie  gaf ze les aan Ogotun-Ekiti en later aan Ibadan. 
Ze trouwde met Olanrewaju Joseph Fapohunda en reisde in 1963 met hem naar Moskou, waar ze economie wilde studeren. Daar leerde ze in 1963 Russisch aan de Staatsuniversiteit van Moskou. 
In 1964 besloot Fapohunda de toenmalige Sovjet-Unie te verlaten. Hij vertrok naar de Verenigde Staten. Zij besloot op haar beurt om haar studie in Duitsland verder te zetten. Ze ontving een studiebeurs voor filologie aan de Universiteit van Keulen, maar besloot zich bij haar man in de Verenigde Staten te voegen. Uiteindelijk besloot ze in 1967 haar hbo-opleiding aan de Universiteit van Lagos af te ronden, en daar filosofie te gaan studeren, in plaats van Engels, naar verluidt vanwege de reputatie van professor Wole Soyinka.

## Werk
Na het behalen van haar eerste graad in 1970, was ze in 1972 enige tijd werkzaam bij Universiteit van Lagos (UNILAG) als assistent-docent. In deze tijd voltooide ze haar doctoraat aan de Universiteit van Ibadan, waarmee ze de eerste Nigeriaanse vrouw was die een doctoraat in westerse filosofie behaalde. Oluwole doceerde tussen 2002 en 2008 zes jaar Afrikaanse filosofie aan de UNILAG. Ook was ze de eerste en tevens enige vrouwelijke decaan Studentenzaken bij dezelfde instelling.
Oluwole's leringen en werken worden over het algemeen ingedeeld bij de Yorùbá-filosofische stroming, die verweven is met de culturele en religieuze overtuigingen (Ifá) van de verschillende regio's van Yorùbáland. Volgens Oluwole dateert deze tak van filosofie van vóór de westerse traditie. Zo leefde de oude Afrikaanse filosoof Orunmila volgens haar inschatting vóór Socrates. Deze twee denkers, die de waarden van de Afrikaanse en westerse tradities vertegenwoordigen, zijn twee van Oluwoles grootste invloeden, en ze vergelijkt de twee in haar meest bekende boek Socrates en Orunmila. Daarin vergelijkt ze het oppositionele denken met het complementair dualisme.
Ze schreef tijdens haar leven in totaal vier boeken over filosofie.

## Persoonlijk leven en dood
Sophie Oluwole trouwde omstreeks 1954 met Olanrewaju Joseph Fapohunda, die afkomstig was uit Igbara-odo, een zusterstad van Igbara-oke. Ze kregen vier kinderen. Ze gingen later uit elkaar en Oluwole trouwde met Oluwole Akinwunmi, een leraar in haar geboorteplaats Igbara-oke. Ze bleven getrouwd tot aan zijn dood.
Oluwole stierf op 23 december 2018, op 83-jarige leeftijd. Ze liet meerdere kinderen, kleinkinderen en achterkleinkinderen achter.

## Secundaire literatuur
- Ter nagedachtenis aan de Afrikaanse filosoof Abosede Sophie Oluwole: A Biographical Essay, Ademola K. Fayemi, in Filosofia Theoretica, uitgave opgedragen aan wijlen prof. Sophie Oluwole.
- Sophie Olúwọlés belangrijkste bijdragen aan de Afrikaanse filosofie, Hypatia, online gepubliceerd door Cambridge University Press: 27 mei 2020.